# Jean-Baptiste Gatete
Jean-Baptiste Gatete (* 1953 in Murambi, Provinz Byumba) ist ein ruandischer Politiker und Kriegsverbrecher. Der Internationale Strafgerichtshof für Ruanda verurteilte ihn wegen seiner Beteiligung am Völkermord in Ruanda im  April 2011 zunächst zu lebenslanger Haft.

## Leben
Gatete war von 1987 bis 1993 Bürgermeister von Murambi. Er war als Hutu ein prominentes Mitglied des Mouvement républicain national pour la démocratie et le développement (MRND).
Nach dem Völkermord in Ruanda, bei dem er unter anderem an dem Massaker auf dem Kirchengelände von Kiziguro in der Gemeinde Murambi beteiligt war, flüchtete er in die  Republik Kongo, wo er am 11. September 2002 gefasst wurde.
Im April 2011 verurteilte ihn der Internationale Strafgerichtshof zu lebenslanger Haft. Diese wurde 2012 in 40 Jahre Haft umgewandelt.